# Fausto Colombo (architetto)
Fausto Colombo (Milano, 26 gennaio 1937 – Milano, 30 marzo 2010) è stato un architetto e urbanista italiano.

## Biografia
Dopo il Liceo Artistico a Brera, si è laureato al Politecnico di Milano nel 1964. Agli inizi ha collaborato con l'architetto Giancarlo De Carlo per il Piano regolatore di Urbino, e per il rinnovamento degli edifici delle facoltà scientifiche dell'Università di Pavia. Con lo stesso De Carlo ha progettato le case per lavoratori “Matteotti” a Terni (1970). 
Fra i suoi lavori più significativi la progettazione e l'esecuzione di Scuole in Friuli (1978), la Casa di via Eupili a Milano (1980), il Centro Civico e le Scuole Medie a Genova (1985), la ristrutturazione e l'arredo dell'Agenzia Mc Cann in via Albricci a Milano (1995), il restauro e l'arredo di Palazzo Cavagna a Pavia (1995), il tunnel e le opere viabilistiche Anas a Lecco (2000), l'Autosilo in Val Mulini a Como (2006), la Casa Baldazzi a Zavattarello, nel Pavese (2008), il restauro dello Studio Notarile Trotta a Pavia (2008), i viadotti ciclo-pedonali a Busto Arsizio (2009).
Di particolare rilievo rimane l'allestimento del Museo Leonardesco e della Casa Natale di Leonardo a Vinci (1986).
Dal 1988 intensa è stata anche la collaborazione con l'architetto Lorenzo Forges Davanzati per una serie di lavori, fra i quali il progetto e la realizzazione della viabilità d'ingresso a Milano piazzale Kennedy, Portello nord e accesso a nuovi padiglioni della Fiera di Milano; la ristrutturazione del fabbricato viaggiatori della Stazione MM Lampugnano Linea 1 (1988-'90); i progetti e la realizzazione dell'intervento viabilistico Monza-Lecco (1990-'98) e della passerella ciclopedonale di attraversamento di viale De Gasperi a Milano (1991); il progetto di impatto ambientale per lo svincolo dei cinque ponti a Busto Arsizio (1992); l'integrazione al progetto viabilistico della SS 36 della Società Anas(1994-'98), la ristrutturazione urbana dell'area “Ex Teorema” a Lumezzane (Brescia) e quella della Piazza Gerusalemme a Milano (2001-2002). Risale al 1998, con Forges Davanzati e Giuseppe Mento, il “Progetto Merlate” per il recupero e il nuovo allestimento del “percorso alto” del Castello Sforzesco a Milano. Inoltre ha promosso e organizzato la Mostra delle Macchine di Leonardo alla Rotonda della Besana a Milano (1983) e le Mostre dedicate a “L'Europa di Altiero Spinelli" (Milano, 1994 e Roma, 2000) e a “Lelio Basso e il progetto di democrazia globale” (Milano, 1991 e Roma, 2003). Nel 2004 ha ottenuto l'assegnazione del “Premio Compasso d’oro” per la Struttura Boma, pensilina di attesa ATM.